# Mesonychia
Mesonychia ("Móng vuốt giữa") là một đơn vị phân loại gồm các động vật móng guốc tuyệt chủng có kích thước trung bình đến lớn ăn thịt liên quan đến Artiodactyla. Mesonychia xuất hiện đầu tiên trong đầu thế Paleocen, sụt giảm mạnh vào cuối Eocene, và diệt vong hoàn toàn khi chi cuối cùng, Mongolestes, đã tuyệt chủng ở đầu Oligocen.
Mesonychia có nguồn gốc từ châu Á, nơi mà mesonychia nguyên thủy nhất, Yangtanglestes, được biết đến từ thế Paleocen sớm. Chúng cũng đa dạng nhất ở châu Á.